# Tamiami Trail
U.S. Route 41 ou Tamiami Trail é uma autoestrada dos Estados Unidos.